# Диоцез Орхуса

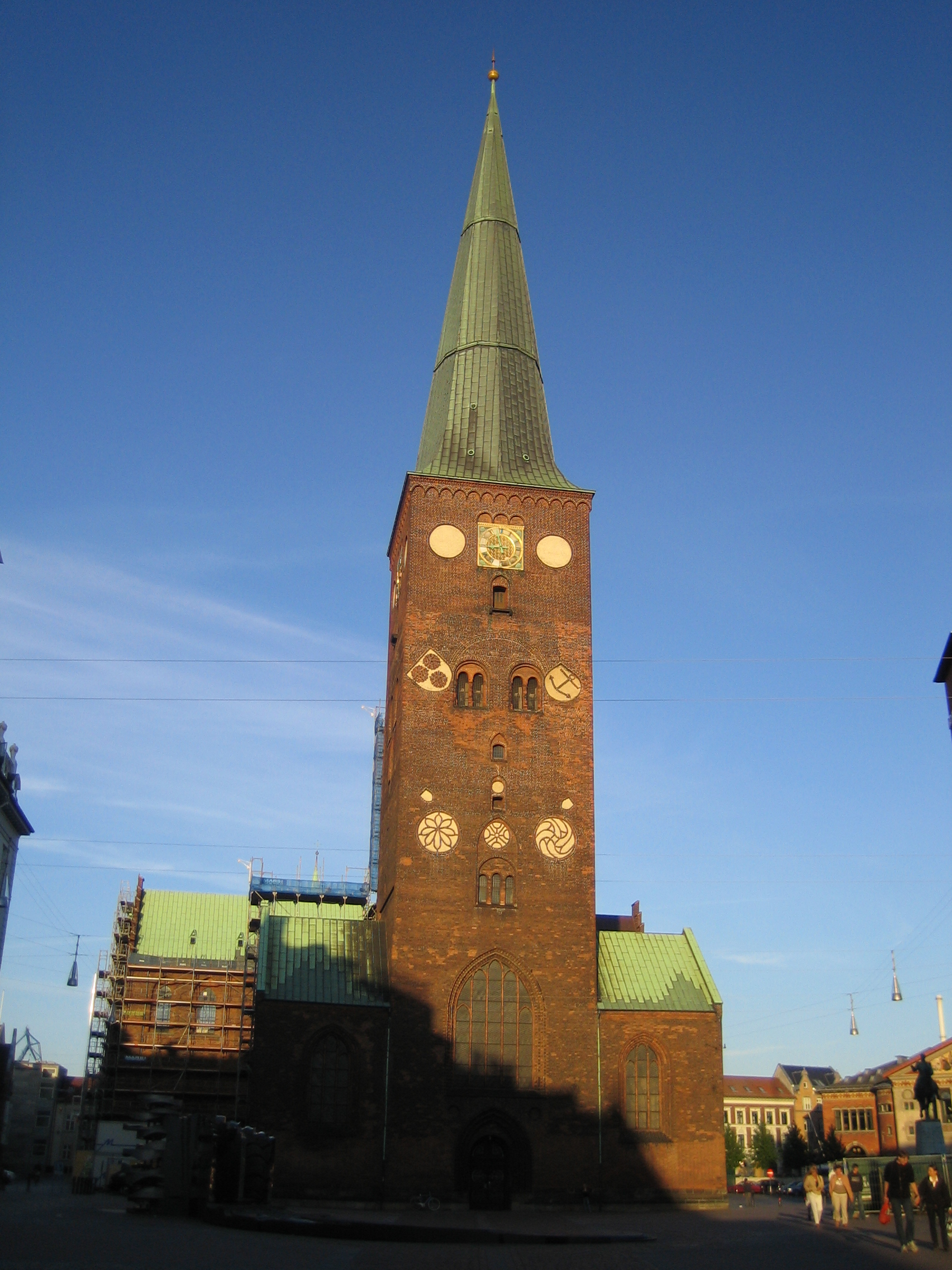
Собор Орхуса

Диоцез Орхуса (дат. Århus Stift) — один из десяти диоцезов Церкви Дании. Диоцез охватывает большой район на северо-востоке Ютландии и включает 14 пробств, из которых четыре находятся на территории самого города Орхус.
Кафедральным собором диоцеза является Собор Орхуса. По данным 2016 года прихожанами являются 78,5% населения диоцеза.

## История
Первое упоминание епархии относится к 948 году, когда Адам Бременский написал, что Регинбранд, епископ Орхусский, посетил Ингельхаймский синод в Германии. Точный год основания епархии неизвестен. В 988 году Регинбранд умер, а все епархии в Ютландии были объединены в одну с Виборгом или Рибе в центре. Будучи суффраганом Гамбург-Бремена в 1060 году, епархии вновь были поделены, и Адальберт Бременский, архиепископ Гамбургский, рукоположил Кристиана епископом Орхусским. В 1104 году епархия стала суффраганом архиепархии Лунда.
В 1537 году в Дании и Норвегии произошла Реформация, которая привела к аресту католических епископов и замене их лютеранскими священнослужителями. Епископом Орхуса в 1537 году был назначен Мадс Ланг. Последний католический епископ Ове Билле сопротивлялся Реформации при содействии Пауля Хельгесена, приора монастырю кармелитов в Эльсиноре. Ове Билле за это был заключён в тюрьму в 1536 году.

## Епископы

### Католические
- Регинбранд: 948 — 988

- вакантно (988 — 1060)

- Кристиан: 1060 — ?? (участвовал в одном из последних набегов викингов в 1069—1070 годах)
- Ульфкетил: 1102 — 1134 (погиб в битве при Фотевике)
- Эскиль: ?? — 1157 (погиб во время набега в Вендланд)

- вакантно (1157 — 1165)

- Свен I: 1165 — 1191 (основал цистерцианское аббатство в Оме)
- Педер Вогнсен: 1191 — 1204 (начал строительство Орхусского собора)
- Скьялм Вогнсен: 1204 — 1215
- Эббе Вогнсен: 1215 — 1224 (брат своего предшественника)
- Педер Элевсон: 1224 — 1246

- вакантно (1246 — 1249)

- Педер Уготсон: 1249 — 1260
- Тиге I: 1261 — 1272
- Педер IV: 1272 — 1276
- Тиге II: 1276 — 1288
- Йенс Ассерсон: 1288 — 1306
- Эсгер Юул: 1306 — 1310
- Эсгер Бонд: 1310 — 1325
- Свен II: 1325 — 1352
- Пауль: 1352 — 1369
- Олуфсен: 1369 — 1386
- Педер Йенсен Лодехат: 1386 — 1395
- Бо Могенсен: 1395 — 1424
- Ульрик Стигге: 1424 — 1449
- Йенс Иверсен Ланге: 1449 — 1482
- Эйлер Мадсен Бёлле: 1482 — 1490
- Нильс Клаусен: 1490 — 1520
- Ове Билле: 1520 — 1536

### Лютеранские
- Мадс Ланг: 1537 — 1557
- Лауритс Бертельсен: 1557 — 1587
- Педер Йенсен Винструп: 1587 — 1590
- Альберт Хансен: 1590 — 1593
- Йенс Гьодесен: 1593 — 1626
- Мортен Мадсен: 1626 — 1643

- вакантно (1643 — 1645)

- Якоб Маттисен: 1645 — 1660
- Ханс Брошманд: 1660 — 1664
- Эрик Грейв: 1664 — 1691
- Йон Брам: 1691 — 1713
- Йоханнес Оксен: 1713 — 1738
- Педер Якобсен Хигом: 1738 — 1764
- Поул Матиас Бильдсё: 1764 — 1777
- Йорген Хи: 1777 — 1788
- Хектор Фредерик Янсон: 1788 — 1805
- Андреас Берч: 1805 — 1829
- Петер Ханс Мёнстер: 1829 — 1830
- Йенс Палудан-Мюллер: 1830 — 1845
- Герхард Петер Браммер: 1845 — 1881
- Брун Юул Фог: 1881 — 1884
- Йон Клаусен: 1884 — 1905
- Фредрик Нильсен: 1905 — 1907
- Ханс Софус Сёренсен: 1907 — 1916
- Томас Шёлер: 1916 — 1931
- Фриц Брюн Расмуссен: 1931 — 1940
- Скат Хоффмейер: 1940 — 1962
- Каж Йенсен: 1962 — 1963
- Хеннинг Хёйруп: 1963 — 1980
- Эрлоф Эриксен: 1980 — 1994
- Кьельд Хольм: 1994 — 2015
- Хенрик Вай-Полсен: 2015 — н. в.